# Famicom Wars
Famicom Wars est un jeu vidéo de tactique au tour par tour développé par Intelligent Systems sorti sur Famicom en 1988. Il fait partie de la série Nintendo Wars. Il est uniquement sorti au Japon.